# Aldo Boffi
Aldo Boffi (pronunciación en italiano: /ˈaldo ˈbɔffi/; Giussano, Italia, 26 de febrero de 1915-26 de octubre de 1987) fue un futbolista italiano que jugaba como delantero.

## Selección nacional
Fue internacional con la selección italiana en los años 1938 y 1939, jugó 2 partidos internacionales.

## Clubes
| Club        | País   | Año       |
| ----------- | ------ | --------- |
| Seregno     | Italia | 1934-1936 |
| A. C. Milan | Italia | 1936-1945 |
| Atalanta    | Italia | 1945-1946 |
| Seregno     | Italia | 1946-1952 |

## Palmarés

### Distinciones individuales
| Distinción                               | Año  |
| ---------------------------------------- | ---- |
| Máximo goleador de la Serie A (ex aequo) | 1939 |
| Máximo goleador de la Serie A            | 1940 |
| Máximo goleador de la Serie A            | 1942 |
| Máximo goleador de la Serie B            | 1947 |